# 수소-6
수소-6는 굉장히 불안정한, 수소의 동위 원소 중 하나이다. 핵은 한 개의 양성자와 다섯 개의 중성자로 구성되어 있다.
수소-6은 삼중 중성자 방출,사중 중성자 방출을 통해 2.94×10−22 ± 0.67×10−22초의 반감기를 가지며 붕괴한다.